# Фурер, Самуил Исаакович
Самуил Исаакович Фурер (9 (22) марта 1909, Одесса — 20 июня 1979, Сочи) — советский скрипач, выпускник музыкальной школы П. С. Столярского, заслуженный артист РСФСР (1969).

## Биография
В 1919 ученик Петра Соломоновича Столярского Самуил Фурер дает первый концерт. В 1924, в пятнадцатилетнем возрасте, Самуил Фурер становится учеником профессора Московской консерватории Льва Цейтлина. В 1928 Фурер становится солистом Московской филармонии. В 1933 году на I Всесоюзном конкурсе музыкантов-исполнителей он заслуженно становится лауреатом конкурса (3-я премия). Выезжал с концертами в страны Европы.
Скончался 20 июня 1979 года в Сочи. Похоронен в Москве на Кунцевском кладбище.